# Anarthropteris dicyopteris
Anarthropteris dicyopteris là một loài thực vật có mạch trong họ Polypodiaceae. Loài này được (Mett.) Copel. miêu tả khoa học đầu tiên năm 1947.